# Rock Debut
Rock debut byla řada EP desek, vydávaných v letech 1987–1990 ve vydavatelství Panton. Desky se soustředily na české novovlnné nebo alternativní skupiny a mapovaly (v mnoha případech sice trochu opožděně) novinky na české hudební scéně. Protipólem této řady byla pantonská EP edice Cesty, soustředěná na folkovou a trampskou hudbu.
Na celkem deseti deskách se shodným grafickým designem vyšly nahrávky skupin Dybbuk, Krásné nové stroje, Betula Pendula, Z kopce, Ošklid, Psí vojáci (pod jménem PVO), Už jsme doma, Mňága a Žďorp, Vltava a OZW. Nahrávka skupiny Veselé plavkyně, která měla být jako jedenáctý singl, už nebyla vydaná. Jako celek nebyly nahrávky z této řady pohromadě reeditovány na CD, pouze vyšly jako dvě dnes již raritní MC – první v roce 1989 (EP 1-5, nazváno jako Rock debut 1-5, Panton 81 0814-4) a druhá v roce 1992 (EP 6-10, nazváno jako Rock debut 6-10, Panton).

## Seznam nahrávek řady Rock debut
- Rock debut 1 – Dybbuk (Panton 81 0339-7311, 1987):

Petr a Jan/Mouchy/Ve škole/Panenství/Hadi
- Rock debut 2 – Krásné nové stroje (Panton 81 0348-7311, 1987):

Palmovka/Markéta/Studna/Rufíno/Znělka
- Rock debut 3 – Betula Pendula (Panton 81 0352-7311, 1988):

Tygr (Tiger)/Cesta/Návrat/Teoréma
- Rock debut 4 – Z kopce (Panton 81 0360-7311, 1988):

Nuda/Poletování/Kde je Marie
- Rock debut 5 – Ošklid (Panton 81 0382-7311, 1989):

Počtářka/Jsem ošklivý člověk/Paraguayská policie/Moje milá jako motorek
- Rock debut 6 – PVO (Panton 81 0394-7 311, 1989):

Psycho Killer (Zabíječ)/Žiletky/Marilyn Monroe/Sbohem a řetěz
- Rock debut 7 – Už jsme doma (Panton 81 0395-7311, 1989):

Výlov rybníka/Mu je ha/Jó nebo nebo
- Rock debut 8 – Mňága a Žďorp (Panton 81 0400-8311, 1989):

Výhledově/Ne, teď ne/Kocourkov/Hodinový hotel
- Rock debut 9 – Vltava (Panton 81 0411-8311, 1990):

Kapitán Pejsek/Hmyz/Baby boogie/Oči
- Rock debut 10 – OZW (Panton 81 0413-8311, 1990):

Bych/Zase jeden!/Brusič Jíra/Někdy někde/Pěší zóna